# Jean Follain
Jean Follain (Canisy, 29 agosto 1903 – Parigi, 10 marzo 1971) è stato un poeta e scrittore francese.
Originario di Canisy, nel dipartimento francese della Manica, studiò giurisprudenza e si iscrisse all'ordine degli avvocati di Parigi, esercitò le funzioni di magistrato prima di dedicarsi alla letteratura e alla poesia. I suoi primi scritti tardo crepuscolari sono apparsi nel 1928 sulla rivista "Sagesse".
Accanto alle numerose raccolte di poesie e di prosa va ricordata una biografia di Jean-Marie Vianney, noto come il Curato d'Ars, tradotta in italiano. Petit glossaire de l'argot ecclésiastique (Paris, J-J. Pauvert, 1966) è il titolo di un volumetto sul gergo ecclesiastico, risultato di una raccolta di parole ed espressioni: il breviario viene definito con l'espressione "mia moglie", la domenica è chiamata "il mio governo", un cardinale è un "gambero".
Nel 1993 le sue considerazioni sugli incontri con André Breton, Pierre Reverdy, Paul Éluard, Pierre Drieu La Rochelle, Marcel Jouhandeau, Charles-Albert Cingria, Eugène Ionesco, Eugène Guillevic e tanti altri personaggi furono pubblicate da Claire Paulhan.

## Opere principali
- La main chaude, Paris, Corrêa, 1933
- Usage du temps, Paris, Gallimard, 1943
- Exister, Paris, Gallimard, 1947
- Territoires, Paris, Gallimard, 1953
- Saint Jean-Marie Vianney, curé d'Ars, Paris, Plon, 1959
- Des heures, Paris, Gallimard, 1960
- Appareil de la terre, Paris, éditions Galanis, 1964 (illustrazioni di Charles Lapicque)
- D'après tout, Paris, Gallimard, 1967
- Espaces d'instants, Paris, Gallimard, 1971
- Collège, Paris, Gallimard, 1974 (postumo)
- Présent jour, Paris, Galanis, 1978 (postumo)